# Спенглер, Пьер
Пьер Спенглер (фр. Pierre Spengler; род. 5 июня 1947, Париж) — французский кинопродюсер. Он инициировал первые три фильма о Супермене с участием Кристофера Рива и продюсировал их с Александром и Ильей Салкиндами.

## Обзор
Пьер Спенглер начал работать в кино в 1964 году. После того, как он был продюсером в Организации Салкиндов с 1972 по 1985 год, он стал независимым продюсером в 1986 году. Он также был консультантом фильма 1984 года «Супергёрл».
В 2004 году он приобрел французское издательство Les Humanoïdes Associés, чтобы развивать их свойства в кино.

## Фильмография
- (1972) Синяя борода (руководитель производства)
- (1973) Три мушкетёра (руководитель производства)
- (1974) Четыре мушкетёра: Месть миледи (продюсер)
- (1976) Буржуазные причуды[англ.] (продюсер)
- (1977) Принц и нищий[англ.] (продюсер)
- (1978) Супермен (продюсер)
- (1980) Супермен 2 (продюсер)
- (1983) Супермен 3 (продюсер)
- (1985) Санта Клаус[англ.] (продюсер)
- (1989) Возвращение мушкетёров (продюсер)
- (1990) Похититель радуги (исполнительный продюсер, не указан)
- (1995) Андерграунд (исполнительный продюсер)
- (2005) Денни цепной пёс (co-продюсер)
- (2006) Супермен 2: Версия Ричарда Доннера (продюсер)